# Juanjo Álvarez
Juan José Álvarez Rubio (Zumaya, Guipúzcoa, 11 de mayo de 1964), más conocido como Juanjo Álvarez, es un abogado, jurista y catedrático español.
Es catedrático de Derecho internacional privado en la Universidad del País Vasco.

## Biografía
Juanjo Álvarez nació en Zumaya el 11 de mayo de 1964. Lleva desde 1990 afincado en Zarauz y junto a su dimensión académica y profesional como abogado-consultor es también Secretario del Instituto de  Gobernanza Democrática en la Casa de la Paz y los Derechos Humanos de Ayete en San Sebastián. También estuvo vinculado al fútbol, ya que jugó varias temporadas en el SD Eibar, en Segunda División.

## Estudios y premios
Estudió Derecho en la Universidad del País Vasco. El 15 de junio de 1988 el Ministerio de Educación y Ciencia le concedió el Segundo Premio nacional de Terminación de Estudios y en octubre de ese mismo año la Fundación Kutxa le concedió el Premio extraordinario de Fin de Estudios 1987.
Finalizó sus estudios de licenciatura con la calificación de Sobresaliente / Matrícula de Honor, siendo el nº 1 de su promoción y consiguiendo el Premio Extraordinario de Licenciatura (23 matrículas de honor y dos sobresalientes, en el total de las 25 asignaturas de la carrera universitaria).
Se doctoró en Derecho en 1993 con la tesis Los Foros de competencia judicial internacional en materia marítima. Estudio de las relaciones entre los diversos bloques normativos en presencia, con el que obtuvo Premio Extraordinario de Doctorado 92/93 (Concedido el 29 de junio de 1995, en resolución de la Junta de Gobierno de la UPV/EHU de dicha fecha) y la Beca de la Fundación Kutxa (convocatoria de 1987).
Es miembro-Amigo de número de la Real Sociedad Bascongada de los Amigos del País, y de la Comisión de Derecho Civil Foral, miembro de la comisión de Derecho redactora del Anteproyecto de Ley de Derecho Civil Vasco, miembro de la Academia Vasca de Derecho, y de la comisión encargada de la elaboración del proyecto de reforma de la Ley 3/92, de Derecho civil Foral del País Vasco.
En 2015 fue galardonado con el Premio Eusko Ikaskuntza-Laboral Kutxa de Humanidades, Cultura, Artes y Ciencias Sociales 2015. Actualmente y desde 2001 es catedrático de Derecho Internacional Privado en la Universidad del País Vasco. Profesionalmente desarrolla además su labor como abogado y consultor empresarial en áreas de Compliance y de contratación internacional, y es miembro del patronato de la fundación IKERBASQUE, de la fundación UNED Bergara, de la fundación Eguía-Careaga (SIIS) y de la fundación MATIA.

## Cargos Académicos, profesionales y participación en actividades investigadoras
- Designado como experto por la COMISIÓN EUROPEA (Dirección General de Justicia, Libertad y Seguridad), con fecha 17 de diciembre de 2007, para las áreas de Justicia Civil, fronteras, protección de datos personales y ámbitos de seguridad.
- Designado miembro del grupo de observadores del proyecto de la Comisión Europea “Consultas a la ciudadanía Europea 2009”
- Designado como miembro de la Comisión de Derecho Civil Vasco (BOPV de 4 de octubre de 2017).
- Patrono de la Fundación IKERBASQUE, Fundación Vasca para la Ciencia.
- Director de la Cátedra Universidad/Empresa constituida por CONFEBASK y las tres universidades del sistema vasco de Universidades (UPV/EHU, Deusto y Mondragon Unibertsitatea
- Secretario de GLOBERNANCE  (Instituto para la Gobernanza Democrática).
- Secretario General del Consejo Vasco del Movimiento Europeo (EUROBASK/CVME) (mayo de 2003-2012).
- Presidente del FEDIP (Foro español de Derecho internacional Privado).
- Director Académico del Centro Asociado de la U.N.E.D. en Guipúzcoa (Bergara). Fecha nombramiento por el Rector de la UNED: 22 de octubre de 1996, y duración en el cargo: 14 años (hasta el 1 de octubre de 2010).
- Miembro Asociado del I.H.L.A.D.I. (Instituto Hispano-Luso-Americano-Filipino de Derecho Internacional).
- Coordinador de las actividades jurídicas de Eusko Ikaskuntza en relación con el ámbito transfronterizo hispano-francés.
- Miembro del Comité Académico del Observatorio Jurídico transfronterizo hispano-francés.

## Otros méritos y actividades académico-profesionales
- Reconocimiento de Cinco tramos o SEXENIOS de Investigación por el Ministerio de Educación (Resoluciones de la Comisión Nacional Evaluadora de la Actividad investigadora, de fechas 27 de junio de 2000, 6 de junio de 2005, 29 de junio de 2011 , 19 de junio de 2017 y 15 de abril de 2020).
- IP (Investigador Principal Responsable) en CATORCE PROYECTOS DE INVESTIGACIÓN EUROPEOS Y NACIONALES, e Investigador principal del Grupo Consolidado de Investigación IT 496-10, reconocido por el Departamento de Educación, Universidades e investigación del Gobierno vasco, mediante Resolución de fecha 5 de diciembre de 2016.
- Director de nueve TESIS DOCTORALES.
- Autor de DIEZ LIBROS O MONOGRAFÍAS, SESENTA Y DOS COLABORACIONES EN OBRAS COLECTIVAS Y CUARENTA Y CINCO ARTÍCULOS DOCTRINALES EN REVISTAS CIENTÍFICAS en el ámbito del Derecho interregional, Derecho procesal civil internacional, Derecho marítimo, Derecho del Comercio internacional, arbitraje comercial internacional, Derecho de familia internacional  y comentarios de jurisprudencia.

## Publicaciones

### Libros
- La proyección del sistema español de derecho interregional sobre el derecho civil guipuzcoano, 2008
- Derecho marítimo y derecho internacional privado: algunos problemas básicos, 2000
- Las cláusulas paramount: autonomía de la voluntad y selección del derecho aplicable en el transporte marítimo internacional, 1997
- Las normas de derecho interregional de la Ley 3/1992, de 1 de julio, de derecho civil foral del País Vasco, 1995
- Los foros de competencia judicial internacional en materia marítima: (estudio de las relaciones entre los diversos bloques normativos), 1993

### Volúmenes editados
- Difamación y protección de los derechos de la personalidad: ley aplicable en Europa, 2009
- Las lecciones jurídicas del caso Prestige: prevención, gestión y sanción frente a la contaminación marina por hidrocarburos, 2011
- Autonomía de la voluntad y Lex societatis: grupos de empresa, 2012
- El nuevo Reglamento Roma-III: ley aplicable a la separación judicial y al divorcio, 2013
- Globalización, crisis y UE: paz, futuro y esperanza, 2013
- El futuro del Autogobierno Vasco. Análisis comparado de modelos y la dimension europea, 2016
- Human Rights in Business. Removal of Barriers to acces to Justice in the European Union, 2017